# ياكوفليف ياك-25
ياكوفليف ياك-25 (روسية:Яковлева Як-25) (لقب الناتو: «فلاش لايت-إيه»، «ماندريك» Mandrake، Flashlight-A على التوالي) هي طائرة حربية اعتراضية وطائرة استطلاع نفاثة من تصميم مكتب ياكوفليف في الاتحاد السوفيتي.

## المواصفات

### الصفات العامة
- الطاقم: 1.
- الطول: 15.67 متر.
- المسافة بين الجناحين: 10.94 متر.
- الارتفاع: 4.4 متر.
- مساحة الأجنحة: 28.94 متر².
- الوزن فارغة: 5,675 كغم.
- الوزن محملة: 8,675 كغم.
- أقصى وزن: 9,450 كغم.
- المحرك: محركين نفاثين من نوع تومانسكي أر.دي-9 يعطي كل منهما قوة دفع 23 كيلو نيوتن.

### الأداء
- السرعة القصوى: ماخ 1.03 (1.090 كيلومتر/ساعة).
- المدى: 2,700 كيلومتر مزودة بخزانات وقود خارجية.
- أقصى ارتفاع: 45.200 متر.
- معدل الصعود: 30 متر/ثانية
- الحمل على الأجنحة: 327 كغم/متر².
- النسبة دفع-وزن: 0.53

### التسليح
- رشاشين نودلمان إن-37 37 مم يحمل كل منهما 50 طلقة.